# Shirley Chisholm
Shirley Anita St. Hill Chisholm (30. november 1924 i Brooklyn - 1. januar 2005 i Daytona Beach) var en amerikansk demokratisk politiker.

## Baggrund og erhvervsmæssig karriere
Chisholm var af guyansk afstamning, og blev født i Brooklyn i 1924 som datter af et immigrantpar. Hendes far, Charles Christopher St. Hill, var født i daværende Britisk Guyana, mens Shirleys mor var født på Barbados. Da Shirley var 3 år gammel blev hun sendt til mormoren Ruby Seale i Christ Church på Barbados, hvor hun boede til hun var omtrent 7 år. Chisholm mente senere at tiden hos mormoren var meget vigtig, eftersom hun mente den grunduddannelse hun fik efter britisk mønster, var et godt grundlag for gode læse- og skrivefærdigheder. Chisholm tog senere uddannelse ved Brooklyn College og Columbia University, og arbejdede som børnehaveklasselærer 1946–1964.
Efter at have trukket sig tilbage fra Kongressen i 1983, arbejdede Chisholm i fire år som forelæser på en højskole for kvinder, Mount Holyoke College. Hun var også i rampelyset som taler flere gange. Hun trak sig tilbage til Florida, hvor hun døde i januar 2005, 80 år gammel.

## Politisk arbejde
Chisholm var valgt ind i New Yorks delstatsforsamling 1965–1968. I 1969 blev hun valgt ind i den nationale Kongres som repræsentant fra New Yorks 12. distrikt. Hun blev da den første afroamerikanske kvinde som blev valgt ind i Kongressen.
Hun fik 121 landsmødedelegaters stemmer i den første afstemning om hvem der skulle blive Det demokratiske partis præsidentkandidat ved præsidentvalget 1972, men tabte til slut til George McGovern. Hun fik støtte fra blandt andre Hubert Humphreys fristilte delegater. Under valgkampen overlevede Chisholm hele tre attentatforsøg.
Chisholm kæmpede for øget ligestilling, lige rettigheder på tværs af hudfarve, mindstelønsordning, øgede bevillinger til eksempelvis socialtjenester og uddannelse (og mindre til forsvar). Chisholm søgte ikke genvalg i 1982, og trådte dermed ud af Kongressen i 1983.
I 1993 blev hun stemt ind i National Women's Hall of Fame.